# Dysithamnus
Dysithamnus é um género de ave da família Thamnophilidae.

## Espécies
- Dysithamnus stictothorax - Choquinha-de-peito-pintado
- Dysithamnus mentalis - Choquinha-lisa
- Dysithamnus striaticeps
- Dysithamnus puncticeps
- Dysithamnus xanthopterus - Choquinha-de-asa-ferrugem
- Dysithamnus leucostictus
- Dysithamnus plumbeus - Choquinha-chumbo
- Dysithamnus occidentalis